# Joseph Huber (gimnasta)
Joseph Huber   (Dornach, 24 de setembre de 1893 - Pfastatt, 18 de gener de 1976) va ser un gimnasta artístic francès que va competir durant la dècada de 1920.
El 1924 va prendre part en els Jocs Olímpics de París, on disputà les nou proves del programa de gimnàstica. Guanyà la medalla de plata en el concurs complet per equips, mentre en la resta de proves no destacà especialment, puix la divuitena posició en cavall amb arcs va ser la millor posició obtinguda.